# Solbergasjön (Västra Vingåkers socken, Södermanland)
Solbergasjön är en sjö i Vingåkers kommun i Södermanland och ingår i Nyköpingsåns huvudavrinningsområde. Sjön har en area på 0,328 kvadratkilometer och ligger 45,3 meter över havet. Sjön avvattnas av vattendraget Bärle kanal.

## Delavrinningsområde
Solbergasjön ingår i det delavrinningsområde (654002-150915) som SMHI kallar för Mynnar i Tisnaren. Medelhöjden är 58 meter över havet och ytan är 12,92 kvadratkilometer. Det finns ett avrinningsområde uppströms, och räknas det in blir den ackumulerade arean 27,52 kvadratkilometer. Bärle kanal som avvattnar avrinningsområdet har biflödesordning 3, vilket innebär att vattnet flödar genom totalt 3 vattendrag innan det når havet efter 92 kilometer. Avrinningsområdet består mestadels av skog (77 procent). Avrinningsområdet har 0,76 kvadratkilometer vattenytor vilket ger det en sjöprocent på 5,9 procent.